# Torres de guaita de les Pitiüses

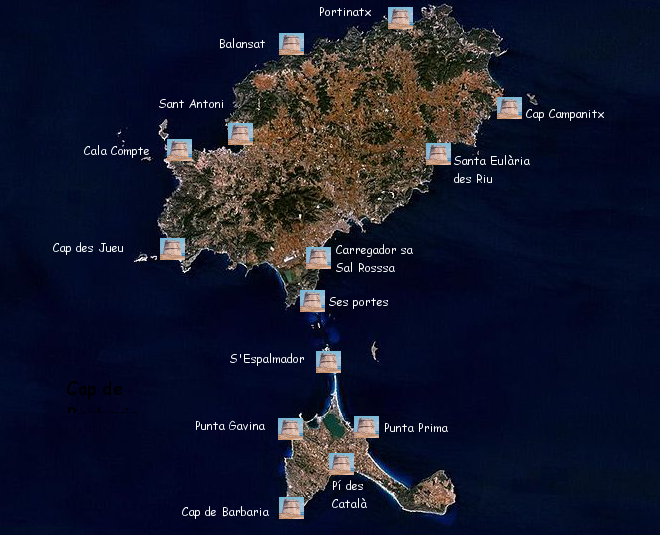
Mapa d'ubicació de les Torres de Defensa de les Illes Pitiüses

Les torres o talaies de defensa són construccions de planta circular i forma troncocònica que es feren al voltant de les illes Pitiüses entre els segles xvi i xviii, per poder tenir vigilada l'entrada de naus desconegudes i pirates que hi havia en aquella època. Habitualment estaven dotades de merlets i matacans per a la seua defensa.

## Funcions
El sistema defensiu estava format per 14 talaies que s'aixecaren en el perímetre de les illes Pitiüses entre els segles xvi i xviii, a conseqüència de l'elevada inseguretat enfront dels atacs marítims: primer dels turcs i dels pirates barbarescos i, després, de les esquadres angleses, franceses i holandeses.
Les torres erigides en la primera fase als segles xvi i xvii, són quatre: Carregador de sa Sal Rossa, ses Portes, i les de les esglésies de Santa Eulària i de Sant Antoni i no semblen respondre a una mateixa tipologia, en especial la de l'església de Sant Antoni, que és l'única de planta rectangular.
Les altres deu torres: s'Espalmador, d'en Rovira, Punta Prima, Cap d'en Campanitx, Pi des Català, Punta de la Gavina, Cap des Jueu, Port de Balansat, Port de Portinatx i Cap de Barbaria, varen ser construïdes durant una segona fase al segle xviii i responen a un altre esquema. La torre de s'Espalmador, és diferent dels dos grups anteriors i fa de transició entre una i altra època, ja que s'acabà 13 anys abans que les nou restants.
A més, entre els segles xv i xviii es varen construir torres de defensa predials, localitzades en llocs poblats i amb producció agrícola, i que normalment es troben integrades a la casa pagesa. Són de forma circular o quadrangular i es componen de dues plantes amb coberta voltada. Joan Ballester va ser l'encarregat de dirigir la construcció de la majoria d'aquestes torres.
A partir del segle xviii, sota el regnat de Carles III d'Espanya, es van començar a construir les torres de defensa costaneres amb la finalitat de crear un sistema defensiu en tot el litoral. Es col·locaven torres al voltant de tota l'illa i formaven una xarxa que permetia establir comunicació visual entre els punts més estratègics de la costa.
Per comunicar-se entre torre i torre, els senyals visuals que s'hi empraven per a la comunicació eren els focs a la nit i el fum durant el dia. Els focs a les torres es feia directament sobre la plataforma, per tal que fos visible des de lluny, si bé de vegades s'emprà un giny, semblant a una gàbia de ferro penjada d'una perxa, anomenat fester, que també es podia utilitzar com a far.
També, es construïen torres de defensa a les esglésies que les utilitzaven com a refugi del poble i així protegir-se dels enemics. De fet, totes les esglésies de les Pitiüses presenten una estratègia de construcció de caràcter clarament defensiu incloent, fins i tot, pous d'aigua o cisternes en algunes d'aquestes.
Aquestes torres eren construccions militars. Moltes d'elles, van ser construïdes pels musulmans, i més tard varen ser utilitzades pels cristians. Els constructors sabien bastant sobre el terreny on havien de treballar, ja que hi ha llocs on van ser enclavades aquestes torres i estan catalogades per l'IGN.
Es recolzaven en una fonamentació, de perímetre més gran que el de la torre. Si el terreny estava en pendent pronunciat, aquest basament o fonamentació es reforçava, fent-lo doble. Solen tindre diversos pisos, acabats en una terrassa. En el primer pis podíem trobar la porta que era de fusta i d'una o dues fulles. Aquesta porta se situava a una altura a partir dels 2,5 metres. Als 4,5 metres s'accedia a partir d'una escala que es construïa per poder pujar als pisos de més amunt i es podia retirar si hi havia un atac enemic. A més, la pota tenia arcs de ferradura, portant llinda i brancals fetes de carreus.
L'estructura de les torres era de parets i murs gruixuts i normalment de planta circular i secció constant però té una forma troncocònica. Estan fetes amb pedres de maçoneria o de pedra calcària travada amb morter, els constructors utilitzaven un tipus de construcció anomenat tàpia.
La tàpia és un aparell constructiu de peces grans que s'aixeca subjectant dos taulers, omplert el seu interior amb materials, és a dir encofraven els murs. Els materials que utilitzaven era la tova (massa de fang i palla) o pedres amb calç.
La funció que tenien era defensar i advertir la gent de l'aparició de naus de pirates que sacsejaven els pobles i així els habitants es refugiaven en els boscos o en les esglésies fortificades. Com es podrà observar per les esmentades torres, l'illa es va convertir durant segles en una fortalesa d'occident contra el món islàmic.

## Torres costaneres
Per a defensar-se dels pirates es va organitzar una xarxa de torres de vigilància i de defensa, predominantment entre els mesos d'abril i setembre. Per a detectar la presència de naus pirates es va projectar un sistema de torres de vigia que, unit a un codi de senyals, seria l'únic sistema de vigilància fins al segle xix.
Els senyals es realitzaven amb fum durant el dia i amb foc a la nit. Es trobaven coordinades unes amb les altres fins a enllaçar-se a través de senyals de fum i de foc amb les torres centrals de les capitals de les illes. Totes les illes es trobaven vigilades i coordinades. La missió de tots aquests vigilants en torres de costa, de vegades en llocs molt exposats, no era envejable.

### Torre del Cap de Barbaria
38° 38′ 37.57″ N, 1° 23′ 47.59″ E / 38.6437694°N,1.3965528°E

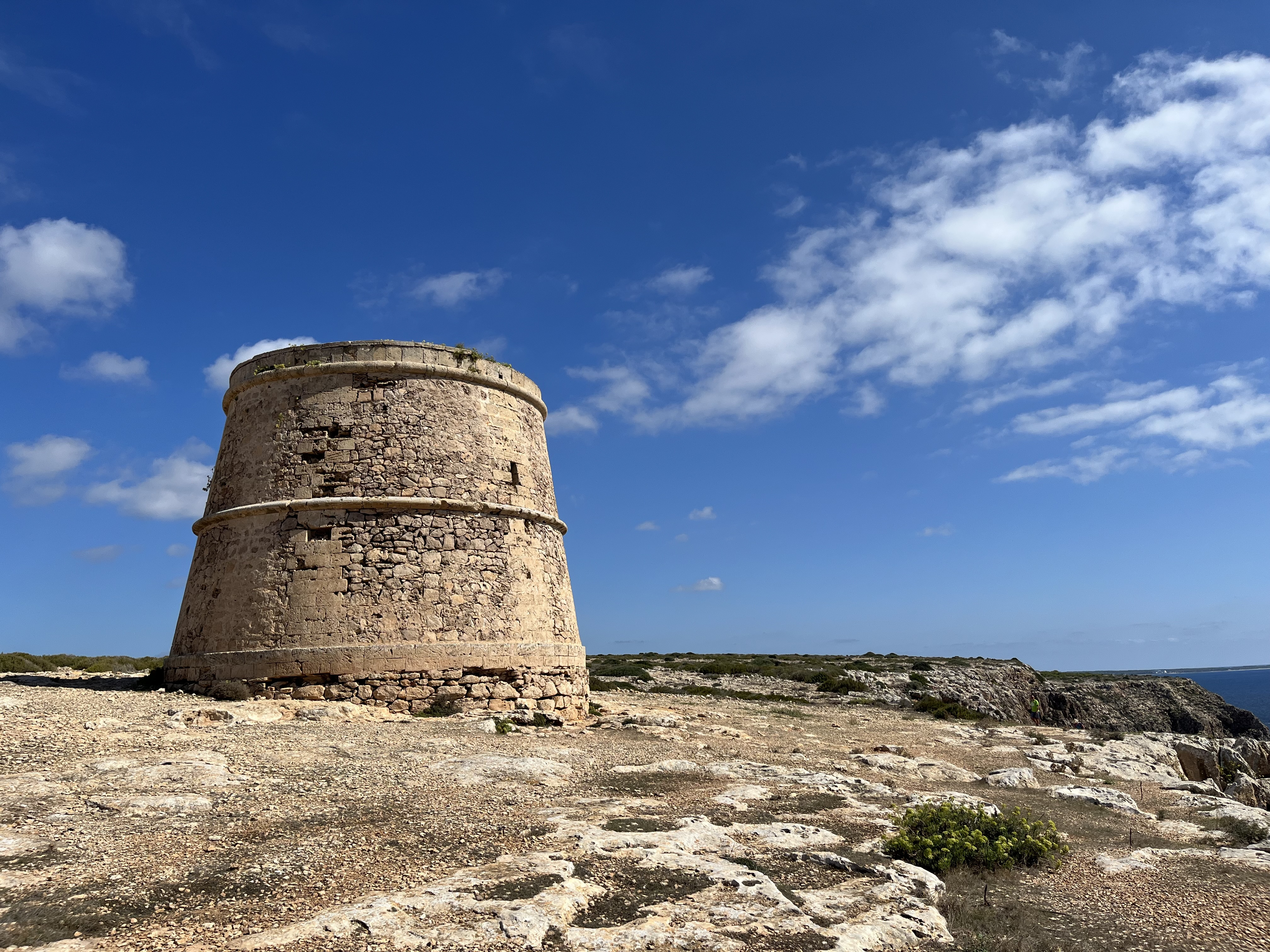
Torre d'en Garroveret al cap de Barbaria

En els primers documents es denominava Torre d'en Garroveret perquè era a la punta del mateix nom. Es troba al cap de Barbaria de l'illa de Formentera i abasta l'orientació sud i sud-est de l'illa. És la torre de vigilància més meridional de les Pitiüses. Té una cota de 65 metres sobre el mar i està construïda sobre terreny pedregós. Representa la torre més avançada de totes les torres de les illes Pitiüses en l'orientació cap a Àfrica, font dels atacs dels corsaris que rebien aquestes illes.
Fou construïda el 1763 per l'enginyer García Martínez, amb projecte de Joan Ballester. Era una torre de defensa activa, que comptava amb un dels canons que eren a l'Església de Sant Francesc Xavier. Tanmateix, el 1824 va ser desartillada, convertint-se exclusivament en una torre de vigilància.
Té nou metres d'altura, i està dividida en dues plantes. La plataforma superior disposa de garita. La porta d'accés es troba al pis superior; des d'allà s'arriba al pis inferior i a la plataforma per unes escales adossades al mur. Està construïda amb pedra calcària i morter de calç.

### Torre del Cap des Jueu
38° 52′ 25.79″ N, 1° 13′ 42.61″ E / 38.8738306°N,1.2285028°E

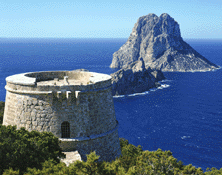
Torre del Cap des Savinar

Aquesta torre també és coneguda com a Torre del Pirata, a causa de la novel·la de Blasco Ibáñez Los muertos mandan, ja que la trama d'aquesta s'esdevé en aquest lloc. Fou dissenyada cap a l'any 1756 per l'enginyer director del regne de Mallorca, Joan Ballester, però les obres només es van acabar el 26 d'octubre de 1763.
També rep el nom de Torre des Savinar, Torre de S'Oliva, Torre des Freu. Està situada en el Cap del Jueu, en la Punta de l'Oliva, al sud-oest d'Eivissa. Té una disposició impressionant perquè es troba sobre un penya-segat de 200 metres sobre el mar i davant a més se situen els espectaculars illots d'Es Vedrà i Es Vedranell. Pertany a la parròquia d'Es Cubells, en el municipi de Sant Josep. És la torre més alta de totes les torres eivissenques. Es pot albirar, en alguns moments, les costes de la península Ibèrica.
És una construcció troncocònica de dos pisos. La base del parapet és lleugerament superior al tronc de la torre. Es adapta a la irregularitat del terreny. Presenta dos cordons d'adorn: un a l'altura del primer pis i l'altre en la unió del cos de construcció amb el parapet. Presenta diferents obertures: la porta-finestra, una finestra en posició oposada a aquesta porta, un respirador per al polvorí en la planta baixa i una tronera en el dipòsit de queviures. La fàbrica és de maçoneria. La volta de la càmera principal presenta carreus. Disposa d'una escala de caragol que va per dintre del mur i arriba fins a la plataforma. La planta baixa presenta dues parts: una és la farcida i massissa que és la que es troba orientada cap al mar; l'altra al seu torn està dividida en dues parts, de diferent grandària: la més petita era el polvorí i la major la qual presenta l'escala que conduïx a la planta superior. No posseïx la mena de torretes emmerletades de la plataforma. Del seu matacà encara conserva 4 mènsules. Al vestíbul es pot observar una sagetera encegada. En realitat és l'única torre d'Eivissa que no ha sofert a l'obertura d'una porta en la planta baixa. S'ha continuat utilitzant la primitiva porta per mitjà de la col·locació d'una rampa construïda en maçoneria per a accedir-hi.

### Torre de Compte
38° 58′ 21.75″ N, 1° 13′ 49.79″ E / 38.9727083°N,1.2304972°E

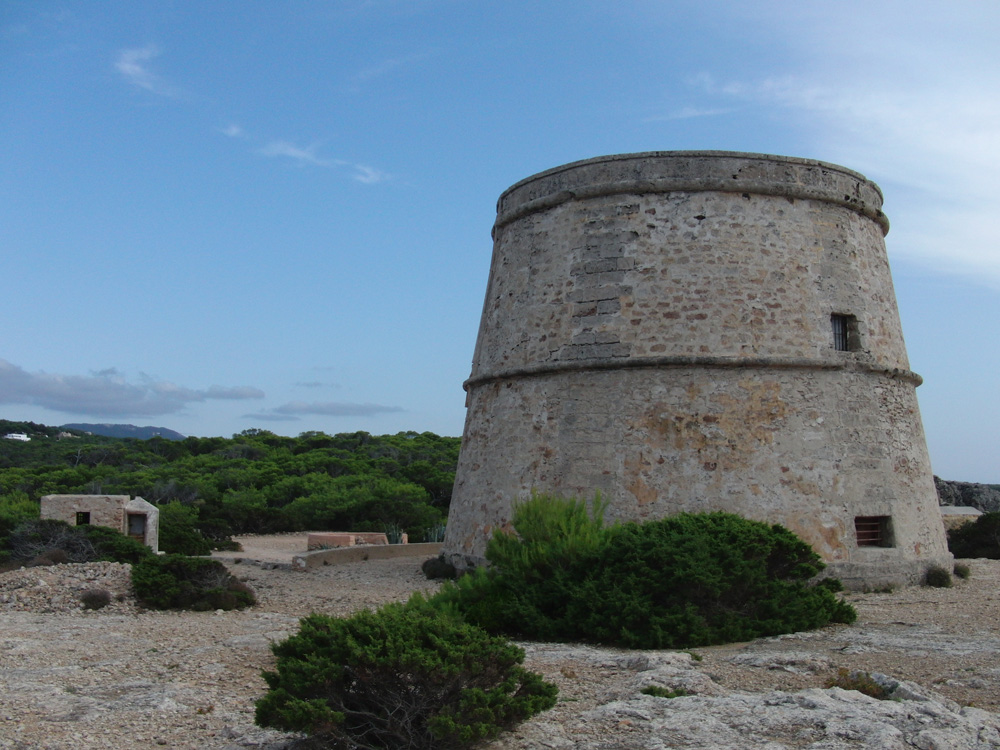
Torre de Compte o d'en Rovira

Avui dia també és coneguda com a Torre d'En Rovira. És emplaçada a la punta de Rovira, que és el l'últim extrem de la badia de Sant Antoni, pel costat sud. Es troba sobre una cota de 12 metres i hi enfront és possible observar un conjunt d'illots, el Bosc, l'Espart, les illes Bledes, per o sobre tots destaca la imponent illa de Conillera. Encara que és envoltada d'un entorn immediat de tipus rocós, prop d'ella existeixen intenses pinades. La torre està emplaçada dintre de la parròquia de San Agustí, en el municipi de Sant Josep.

### Torre del Carregador de sa Sal Rossa
38° 52′ 23.70″ N, 1° 24′ 14.51″ E / 38.8732500°N,1.4040306°E

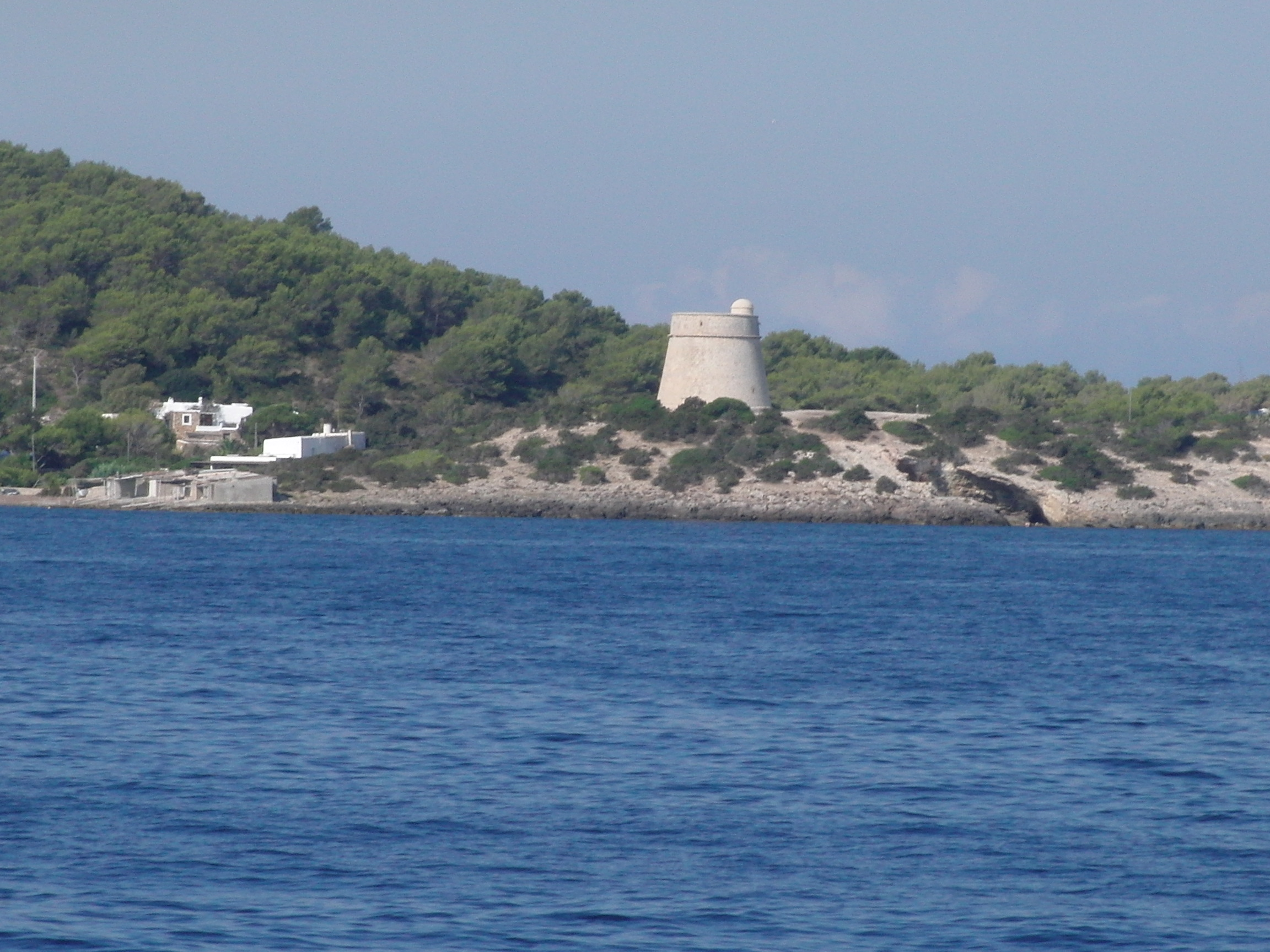
Torre del Carregador de sa Sal Rossa

Posseïx una forma troncocònica de dos pisos. La fàbrica és de maçoneria. L'escala és de caragol. Des d'ella s'arriba des de la planta baixa fins a la plataforma. Es troba en l'interior del mur. El contacte de l'escala amb l'exterior en la part superior es trobava protegit per una garita, que avui no es troba present. Les aigües són evacuades per mitjà de tres gàrgoles. L'entrada es troba en la planta baixa. Existia una porta de fusta protegida per un tranc per a bloquejar-la. El vestíbul es trobava edificat per mitjà de carreus i realitzava una petita orientació cap a la dreta i cap a l'esquerra. No existeix sagetera en el vestíbul. Al principi la planta baixa era d'una sola peça, però en el segle xviii amb la finalitat d'adequar-la a les necessitats de l'artilleria es va construir un apared per a albergar el polvorí. Per aquest motiu se li va construir un respirador foradant els murs de la torre.
Existeix un senyal indicatiu d'aquest record perquè el constructor va gravar la data de 1763 en record de l'esdeveniment. La porta era protegida per un matacà amb cinc mènsules; avui només en queden tres. En la planta baixa existeix una llar amb xemeneia dirigida cap a la plataforma. La torre posseïx una petita tronera que n'assegura la ventilació.
La grossa capacitat interior, que permetia acollir 150 o 200 persones diferencia aquesta torre de la resta, que únicament havien d'acollir el personal de servei que s'hi havia destinat, els queviures i les armes i les municions per a la defensa. La torre es va concebre com a refugi col·lectiu per als pobladors de la rodalia i, molt especialment, per als qui treballaven en la recol·lecció de la sal.
Amb el decurs del temps la importància d'aquesta torre anà minvant, a diferència de la de ses Portes, i la de s'Espalmador, que defensaven el pas entre Eivissa i Formentera. Els dos torrers que tenia assignats varen prestar servei a la torre fins a 1867, quan el cos fou dissolt.

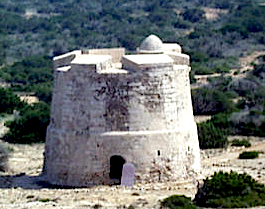
Torre de s'Espalmador o sa Guardiola

### Torre de s'Espalmador
38° 47′ 5.53″ N, 1° 25′ 4.67″ E / 38.7848694°N,1.4179639°E
També anomenada de sa Guardiola. És una fortalesa troncocònica amb dues pisis i plataforma. El seu parapet presenta la possibilitat de cinc canoneres i disposa de sis merlets. La fàbrica és de maçoneria. Totes les obertures són de carreus. Per a accedir a la càmera principal es puja per una escala pegada a la paret. La sortida a la plataforma es realitza a través d'una garita circular amb la coberta de tipus ogival. La planta baixa presenta dos respiradors perquè a la torre existia un polvorí; a més existeix una tronera per a la ventilació i altra obertura en l'escala d'accés al pis superior.
En abandonar-se la torre, va ser modificada obrint-se una porta en la part baixa. Un a part de l'escala i de la garita estan en estat de ruïna.

### Torre del Pi des Català
38° 41′ 13.93″ N, 1° 27′ 5.07″ E / 38.6872028°N,1.4514083°E

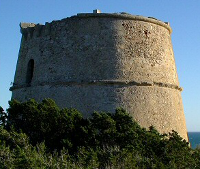
Torre des Pi des Català o de Migjorn

També anomenada Torre de Migjorn. Es troba en l'illa de Formentera prenent el seu nom de la vénda on s'ubica. La seua ubicació és a 230 m de la platja de Migjorn, sobre una superfície rocosa. Segons Eduardo J. Posadas López, la seua execució finalitzà el 1763. Té una cota de 23 metres i l'entorn està poblat de pins i bosc baix. La vista panoràmica adalt permet observar tota la part sud de l'illa controlant la franja compresa entre la punta de sa Fragata i la punta de l'Anguila, alhora que disposa de visió directa sobre l'església fortificada de Sant Francesc Xavier.

### Torre des Molar
39° 5′ 12.28″ N, 1° 26′ 3.77″ E / 39.0867444°N,1.4343806°E

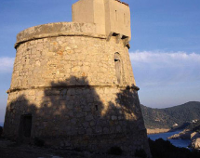
Torre des Molar, del Port de Balansat o de Sant Miquel

També es diu Torre del Port de Balansat i Torre de Sant Miquel. Està situada en l'entrada del port de Sant Miquel o també anomenat Balansat. Se situa a la part alta de la Punta de Sa Creu. Està dintre de la parròquia de Sant Miquel, en el municipi de Sant Joan. Domina la part nord de l'illa. A la dreta hi ha el port de Sant Miguel i a l'esquerra l'illa Murada. És a una altitud de gairebé 100 metres i resulten impressionants els penya-segats sobre els quals se l'ha construïda. És una de les torres que és a més altura, juntament amb la torre del Cap des Jueu. El panorama que s'hi observa és grandiós.
Les obres es van donar oficialment per acabades el mateix dia que les de la Torre des Cap des Jueu, Cala d'Hort i la de Portinatx, el dia 26 d'octubre de 1763. No va rebre mai la seva dotació d'artilleria, però quan es va crear el cos de Torrers, va arribar a rebre dos funcionaris que la van fer servir com a talaia d'observació.
S'hi arriba, des del Port de Sant Miquel, per la carretera que va a Na Xamena desviant-se passat 1 km per un camí a la dreta, o bé des de la platja del Port de Sant Miquel, per un camí que transcorre a la vora de la costa.

### Torre del Port de Portinatx
39° 6′ 42.86″ N, 1° 30′ 30.24″ E / 39.1119056°N,1.5084000°E

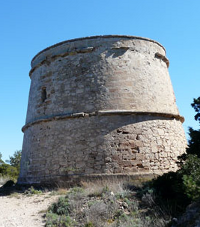
Torre de Portinatx

Està situada en un dels extrems que tanca el port de Portinatx, en el terme municipal de Sant Joan de Labritja. Té una cota  de 45 metres. Des del cim es pot admirar un bell panorama, tot i que es troba envoltada d'excessives urbanitzacions.
Aquesta talaia defensiva tenia com a objectiu controlar la costa nord de l'illa, especialment abrupta. Les  obres es van donar oficialment per acabades el dia 26 d'octubre de 1763. No va rebre mai dotació d'artilleria i va servir com post d'observació i talaia, amb dos torrers.
S'hi arriba agafant la carretera que arriba a s'Arenal Petit de Portinatx, i després d'un recorregut d'aproximadament 1 km s'arriba a la torre, envoltada d'algunes edificacions turístiques.

### Torre de la Gavina
38° 43′ 3.24″ N, 1° 22′ 55.1″ E / 38.7175667°N,1.381972°E

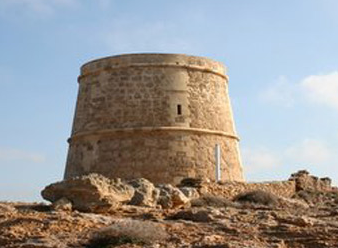
Torre de la punta de la Gavina

La seua localització és a la punta de la Gavina, al municipi de l'illa de Formentera dins la finca de can Marroig sobre d'un penya-segat de Portossalè. Domina la costa de ponent.
Disposa d'edifici troncocònic de dos pisos i plataforma amb parapet. La fàbrica és de maçoneria i es reforça amb carreus en determinades parts més estratègiques. No posseeix cap mena de torretes emmerletades ni matacà. Els murs presenten forta erosió. No disposa de porta a nivell de planta baixa, ni tampoc va disposar de peces d'artilleria allotjades permanentment.

### Torre de Punta Prima
38° 43′ 22.42″ N, 1° 28′ 14.84″ E / 38.7228944°N,1.4707889°E

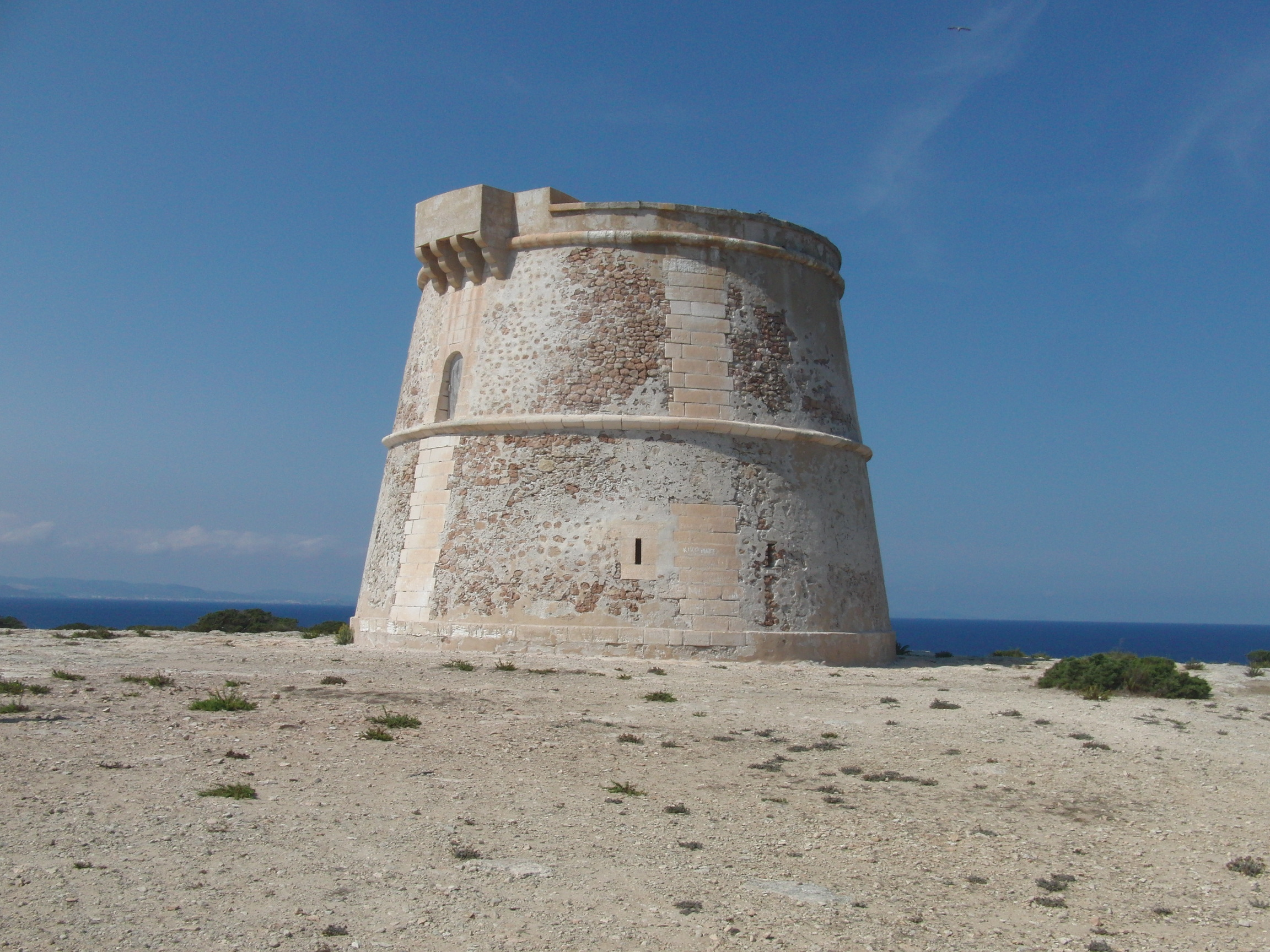
Torre de sa Punta Prima

Està situada a la part est de Punta Prima a l'illa de Formentera, a la parròquia de Sant Ferran. Domina la part nord de l'illa de Formentera.
És una fortificació troncocònica amb dos pisos d'altura i una plataforma en la part superior. La fàbrica és de maçoneria i troba reforçada en algunes parts amb carreus. Les parets de la cara principal no posseïxen troneres i si apareix una finestra en posició oposada a la porta. En la planta baixa s'observa una tronera i un respirador per al polvorí. Desgraciadament presenta destruïdes algunes de les seves parts com el matacà, la porta, l'escala de caragol i la mena de torretes emmerletades de la plataforma superior. Disposa de dos cordons amb funció decorativa: un a l'altura de la primera planta i l'altre en la part superior el punt d'unió del cos del tronc amb el parapet.

### Torre de ses portes
38° 49′ 55.82″ N, 1° 24′ 21.04″ E / 38.8321722°N,1.4058444°E

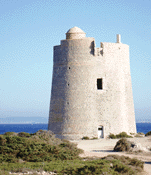
Torre de ses Portes

Aquesta torre de defensa situada a la punta del mateix nom es creu que fou construïda en el segle xvi, segons la referència escrita que consta en el manuscrit de Vicent Nicolau, datat en 1620, del qual es va aprofitar el pare caputxí Cayetano de Mallorca, autor de la cita històrica publicada per l'Ajuntament d'Eivissa el 1751 i que es transcriu de la següent manera al llibre Torres i pirates en les illes Pitiüses d'Eduardo J. Posadas López: «És molt còmoda la punta o cap que li està al costat que anomenen Punta de les Portes, anomenada així perquè en el far que hi ha entre l'illa d'Eivissa i Formentera hi ha tres illots, que són tres passeres que anomenen portes. En aquest indret hi havia antigament una molt útil almadrava que es va abandonar per haver mort els operaris que treballaven en ella i no es va poder restablir per no trobar-se nombre de persones amb l'habilitat que cal per l'intent. Per això es va construir en aquest lloc una torre amb suficient artilleria per a defensa de la pesca, que havent-se abandonat aquesta, va quedar aquella inútil. El Rei nostre Senyor, que Déu guardi, ha manat reedificar-la i amb la qual s'ha construït de nou en l'illa de l'Espalmador al costat de Formentera, creuant-se els focs, queda assegurat el far i defensat contra els algerians i corsaris».
La torre de ses Portes fou armada amb tres canons. Militarment fou abandonada en el segle xix. En el seu estadi final es tracta d'una estructura de cos lleugerament troncocònic amb dues plantes cobertes per una volta en el seu interior, a més de la plataforma superior. En l'actualitat té una porta a la planta baixa i una altra al primer pis. Conserva encara tres mènsules que originalment aguantaven un matacà, avui dia desaparegut.

### Torre del Cap de Campanitx
39° 2′ 4.65″ N, 1° 37′ 8.65″ E / 39.0346250°N,1.6190694°E

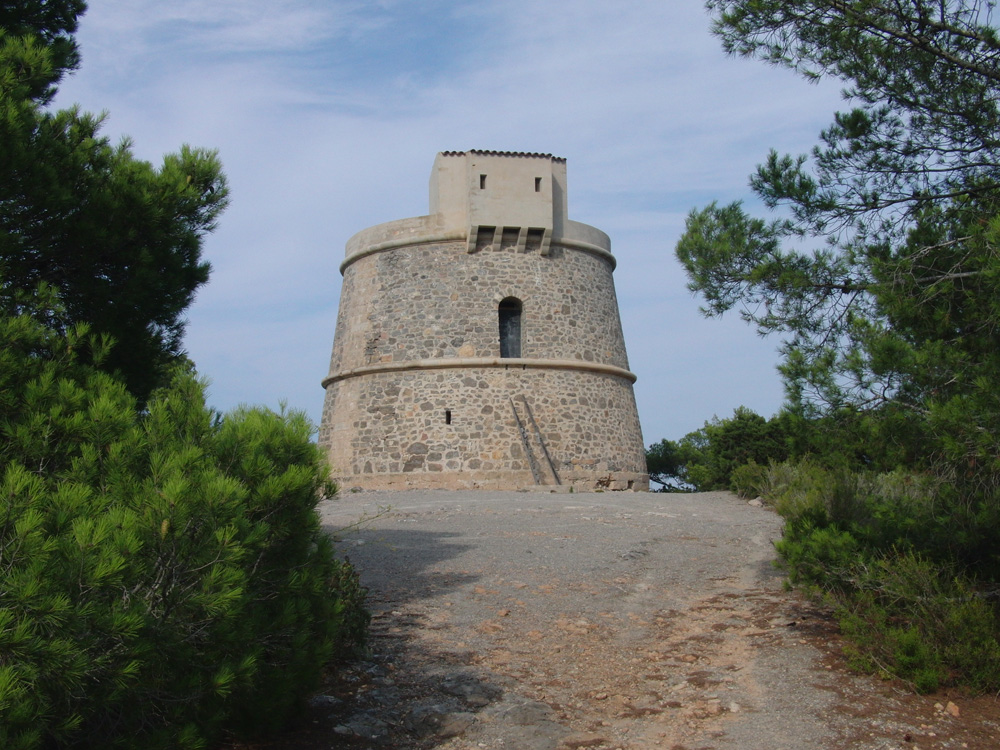
Torre del Cap de Campanitx o Torre d'En Valls

També es coneix com a Torre d'En Valls. Està situada en el municipi de Santa Eulària des Riu, parròquia de Sant Carles de Peralta, en la punta d'En Valls al Cap de Campanitx. La seua cota es troba a 67 m sobre el nivell del mar.
Va ser projectada per Joan Ballester i les obres es van acabar el 1763. Va ser destruïda gairebé totalment el 1846 mitjançant una explosió del polvorí deguda al fet que un raig d'una tempesta entrà al polvorí i va produir una forta deflagració. La torre es va partir en dos i una meitat va quedar en peu i l'altra totalment va volar pels aires.
Per accedir fins a la torre es pot anar per la carretera des de Sant Carles a Pou des Lleó, uns 500m a l'esquerra abans de Cala Boix agafem la carretera fins a Cala Negra i des d'allà surt un camí de terra, que ens durà als peus de la torre.

## Torres església
La funció d'ambdues edificacions era salvaguardar a la població de la zona i emparar a les naus. Avui dia apareixen com un sol cos arquitectònic.

### Torre de Sant Antoni
38° 58′ 51.67″ N, 1° 18′ 16.22″ E / 38.9810194°N,1.3045056°E

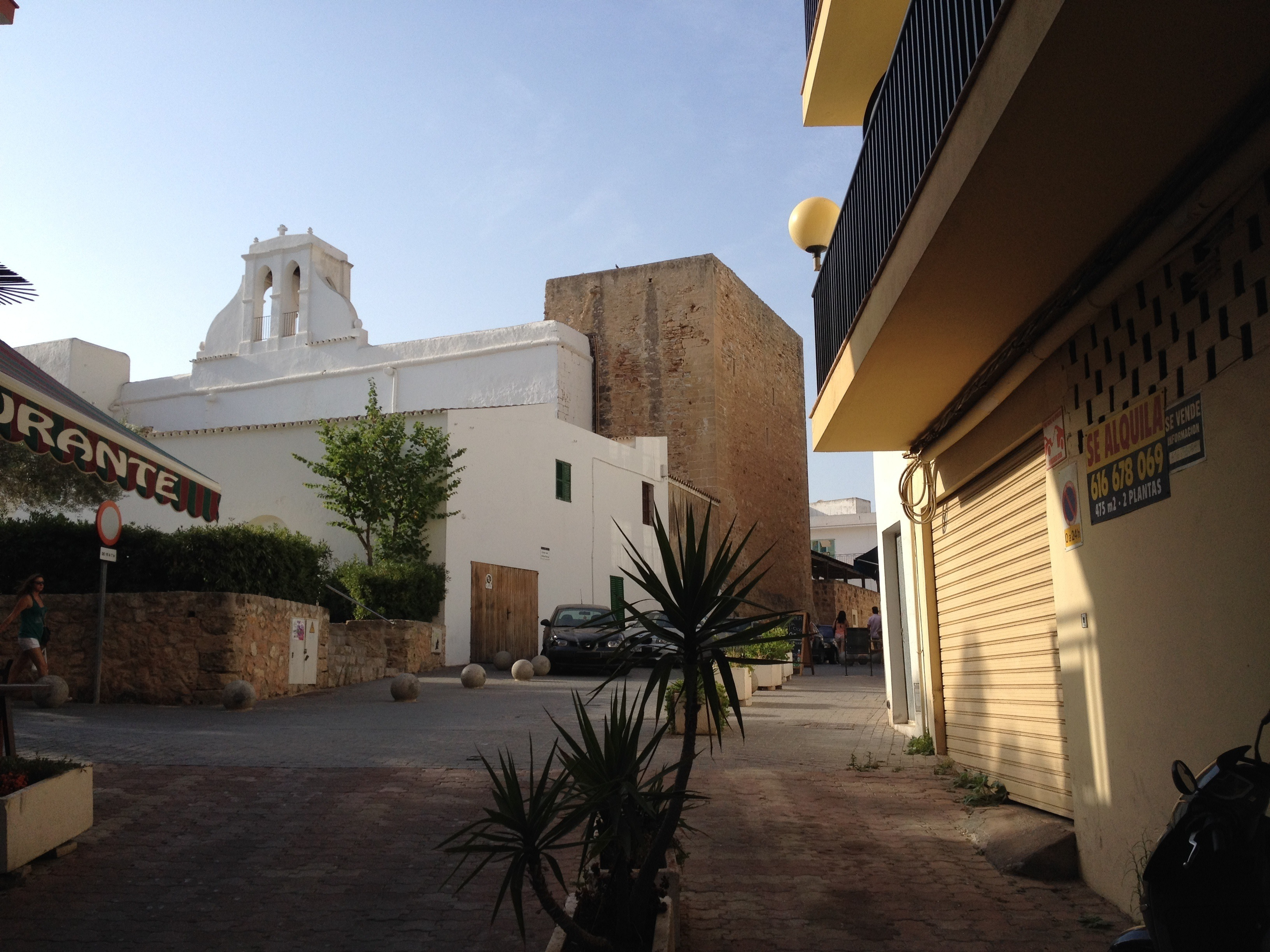
Església amb Torre de Sant Antoni

L'església de Sant Antoni de Portmany és la més antiga de l'illa, descomptant la catedral d'Eivissa, ja que va obtenir llicència de construcció l'any 1305. Corresponia a un dels quatre quartons amb els quals l'illa va quedar repartida a partir de la conquesta als musulmans. Destaca el caràcter militar de la torre per la silueta clarament militar, els seus gruixuts murs i la sagetera que defensava l'antiga porta.
Des de dalt de la torre de l'església, es feien senyals de foc i fum, o es feia brular corn per avisar que tothom havia de refugiar-se a dins. Degut a la seua missió defensiva, l'església no té finestres, i damunt de la seua torre hi havia dos canons que disparaven cap a sa Conillera des que en el segle xvi la Universitat d'Eivissa la va dotar d'artilleria. Les portes de l'església eren de ferro perquè no es poguessin cremar; i darrere la porta de l'entrada s'hi travessava una grossa biga de savina perquè quedàs ben segur que no es podia obrir la porta. Dins l'església també hi havia un pou d'aigua per proveir-se durant el temps que havien d'estar tancats. Si els enemics s'acostaven a la porta d'entrada els tiraven oli bullent des de dalt del campanar.

### Torre de Santa Eulària
38° 59′ 1.25″ N, 1° 31′ 45.86″ E / 38.9836806°N,1.5294056°E

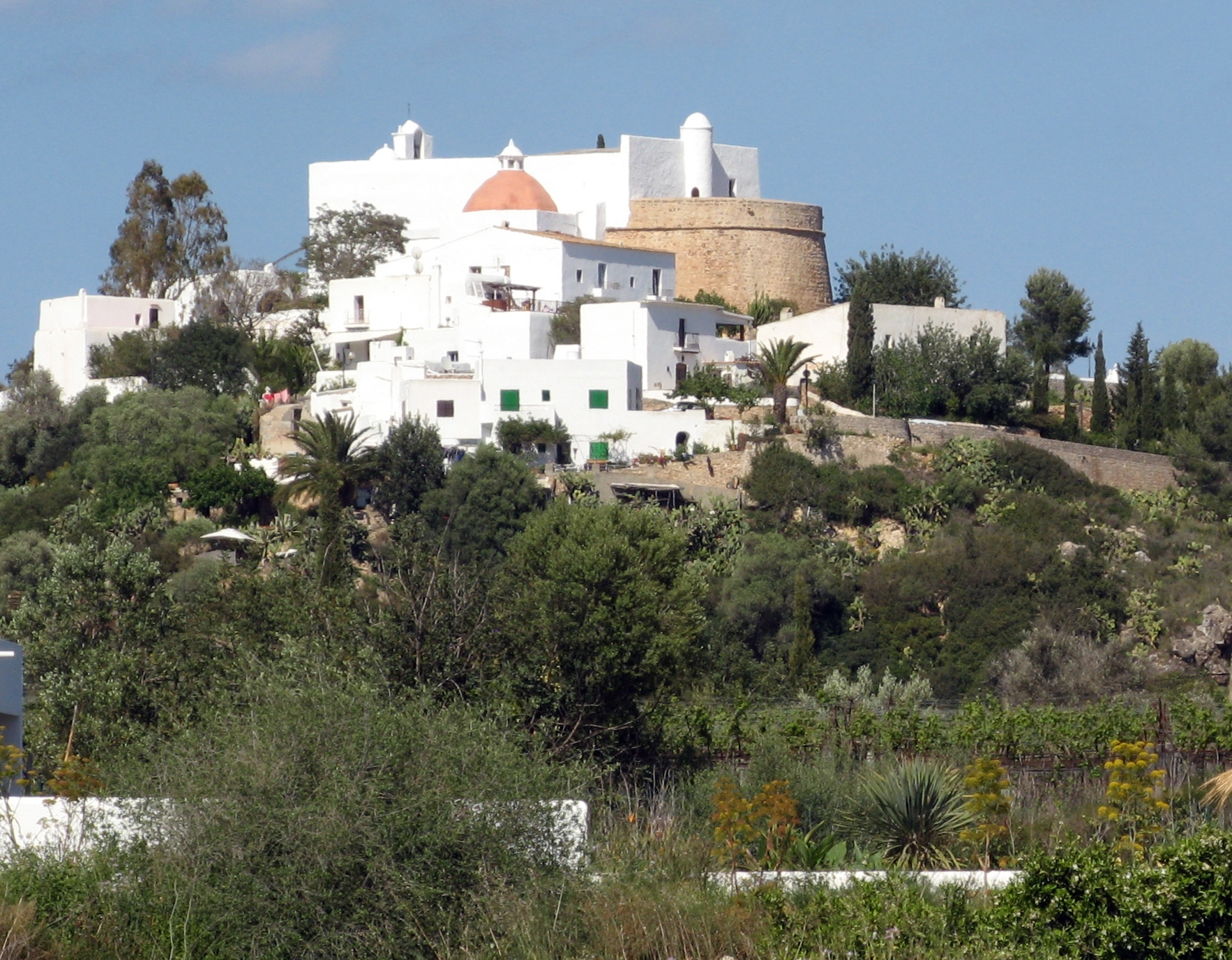
Sa Torre des Puig de Missa

S'hi coneix també com a Torre del Puig de Missa perquè està situada a la part alta d'aquest puig, a una cota de 54 metres. Es troba emplaçada entre el riu i la població de Santa Eulària des Riu. Disposa d'una excel·lent panoràmica sobre el conjunt de terres i de costa de la població. Ja existia en el segle xvi. Totes les cròniques es refereixen a ella sempre relacionada amb l'església a la pertanyia. L'església i la torre són dues obres distintes i realitzades en diferents èpoques. La unió de les dues és una forma forçada d'acoblament. El 1769 disposava de dos canons. Tenia torrers per a la vigilància i defensa.

## Torres refugi predials
Es tracta de petites fortaleses «familiars» utilitzades pels habitants d'una alqueria o predi, per això l'adjectiu de predial.
Les torres de defensa d'aquest tipus, eren de caràcter militar i concebudes per iniciativa estatal, la funció principal d'aquestes fortificacions rurals no era la de servir de lloc de guaita ni de bastió per fer front a un eventual atac enemic, sinó de donar segur refugi als habitants del camp durant les «ràtzies» pirates, tan freqüents com fugaces, el principal objectiu era sempre la captura de presoners, que eren utilitzats com a moneda de canvi o com a mercaderia en els mercats esclavistes.
Es varen construir entre els segles xv i xviii i solen localitzar-se en llocs poblats i amb producció agrícola, normalment es troben integrades a la casa. Forma circular o quadrangular i es componen de dues plantes amb coberta voltada. Dos pisos voltats, la planta baixa era el polvorí. La porta d'accés se situava a l'altura del primer pis.
A partir del 1867 el Ministeri de Guerra els va transferir a Hisenda, després de dissoldre el Cos de torreters. Des d'aquest moment els propietaris dels terrenys on es troben localitzades els han destinat a diversos usos. Per defensar-se d'ells es va organitzar una xarxa de torres de vigilància i de defensa, predominantment entre els mesos d'abril i setembre.

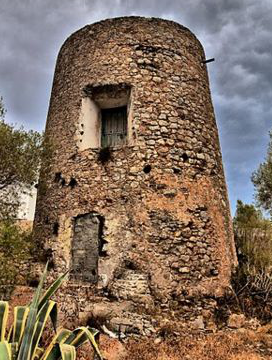
Torre Predial de Ca n'Espatleta.

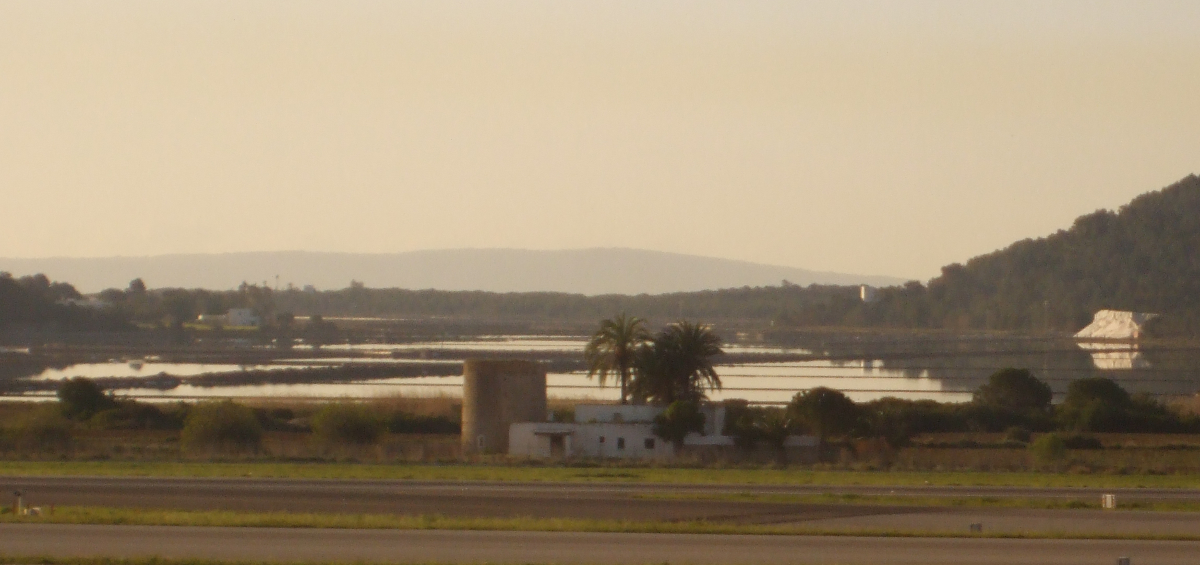
Torre Predial de Can Toni Rei. Al fons Ses Salines d'Eivissa.

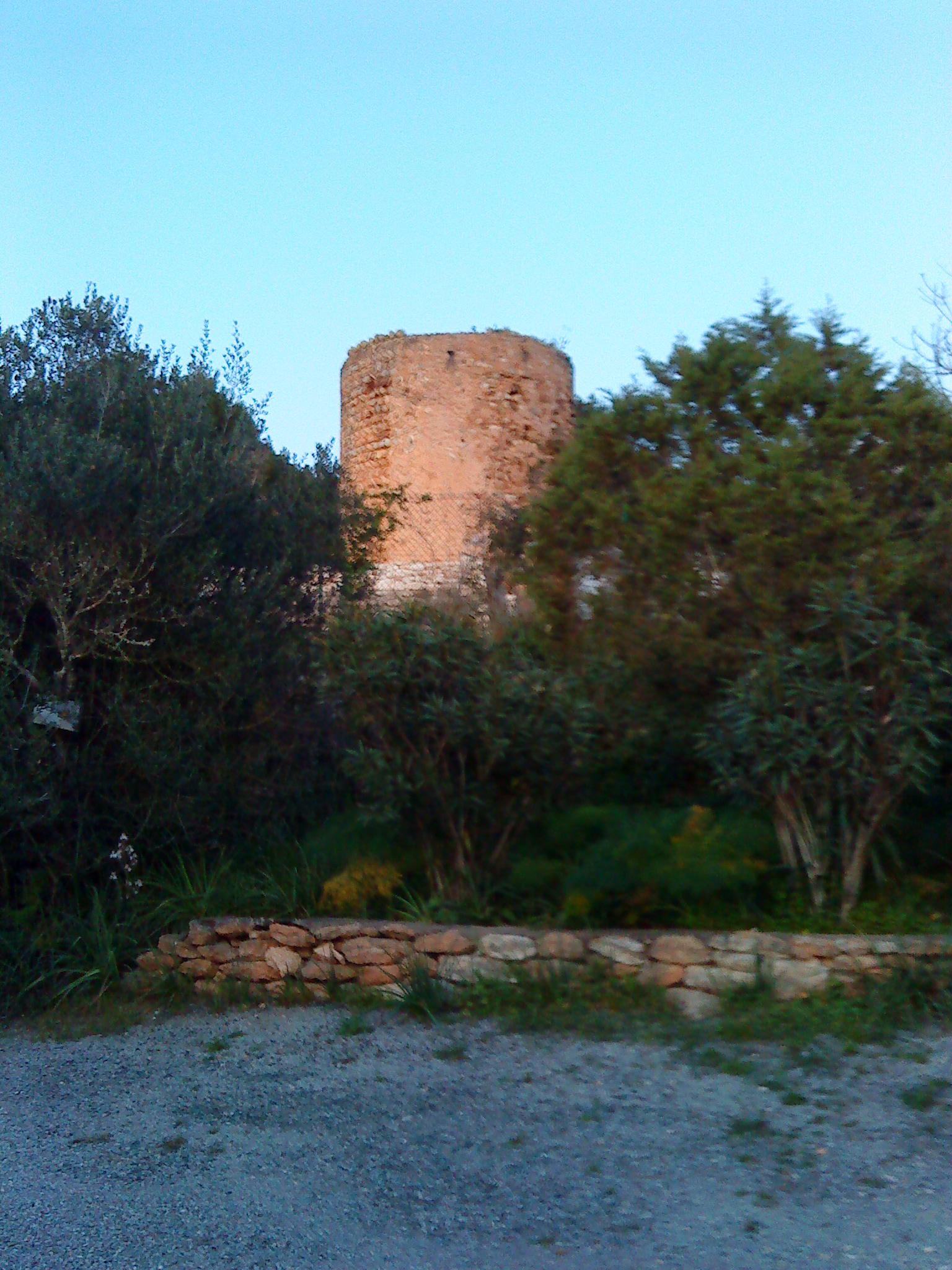
Torre Predial de Can Vidal.

Les Torres Predials que hi ha construïdes a les Pitiüses són:
- Ses Torres d'en Lluc 39° 3′ 56.74″ N, 1° 21′ 28.91″ E / 39.0657611°N,1.3580306°E[3]
- Torre de Cas Serres de Baix
- Torre de Can Toni Rei 38° 52′ 14.01″ N, 1° 22′ 21.60″ E / 38.8705583°N,1.3726667°E
- Torre de Can Fita 38° 54′ 31.23″ N, 1° 24′ 17.50″ E / 38.9086750°N,1.4048611°E
- Torre de s'Hort d'en Palerm
- Torre de Can Basques 38° 54′ 25.46″ N, 1° 24′ 36.58″ E / 38.9070722°N,1.4101611°E
- Torre de Cas Margalits 38° 53′ 45.71″ N, 1° 22′ 53.95″ E / 38.8960306°N,1.3816528°E
- Torre de Cas Costes 38° 53′ 42.27″ N, 1° 22′ 28.58″ E / 38.8950750°N,1.3746056°E
- Torre de Can Mates 38° 53′ 57.39″ N, 1° 21′ 59.64″ E / 38.8992750°N,1.3665667°E
- Torre de Cas Orvais 38° 54′ 21.69″ N, 1° 22′ 24.93″ E / 38.9060250°N,1.3735917°E
- Torre de Can Gibert 38° 53′ 58.04″ N, 1° 21′ 45.62″ E / 38.8994556°N,1.3626722°E
- Torre de Can Font 38° 53′ 12.3″ N, 1° 21′ 4.82″ E / 38.886750°N,1.3513389°E
- Torre de Cas Net 38° 53′ 4″ N, 1° 22′ 17.44″ E / 38.88444°N,1.3715111°E[4]
- Torre de Can Damià d'en Savines
- Torre de Benimussa Can Xico de Cas Costes (desapareguda)[5]
- Torre de Can Sergent de sa Torre 38° 57′ 59.95″ N, 1° 27′ 56.83″ E / 38.9666528°N,1.4657861°E
- Torre de Can Guimó
- Torre de Can Curt 38° 56′ 29.16″ N, 1° 17′ 38.07″ E / 38.9414333°N,1.2939083°E
- Torre de Can Macià 38° 56′ 38.38″ N, 1° 17′ 33.20″ E / 38.9439944°N,1.2925556°E
- Torre d'En Racó 38° 55′ 59.80″ N, 1° 18′ 1.81″ E / 38.9332778°N,1.3005028°E
- Torre de Can Pere Petit
- Torre de Ca Na Portes 38° 58′ 12.07″ N, 1° 20′ 20.68″ E / 38.9700194°N,1.3390778°E
- Torre de Can Mossonet 38° 59′ 31.76″ N, 1° 19′ 33.18″ E / 38.9921556°N,1.3258833°E
- Torre de Sa Torre 38° 57′ 34.20″ N, 1° 19′ 44.57″ E / 38.9595000°N,1.3290472°E
- Torre de Can Figueretes 38° 59′ 12.28″ N, 1° 19′ 52.74″ E / 38.9867444°N,1.3313167°E
- Torre des Fornàs 38° 56′ 31.19″ N, 1° 22′ 1.45″ E / 38.9419972°N,1.3670694°E
- Torre de Can Batlet o de Pep Vicent 39° 1′ 30.08″ N, 1° 19′ 33.01″ E / 39.0250222°N,1.3258361°E (gairebé destruïda)[6]
- Torre des Verger 39° 3′ 0.17″ N, 1° 26′ 25.13″ E / 39.0500472°N,1.4403139°E
- Torre de Can Fornàs (Balàfia) 39° 1′ 58.06″ N, 1° 29′ 3.45″ E / 39.0327944°N,1.4842917°E
- Torre de Can Pere de na Bet (Balàfia) 39° 1′ 56.08″ N, 1° 29′ 2.31″ E / 39.0322444°N,1.4839750°E
- Torre de Can Pere Musson (Balàfia) 39° 1′ 58.26″ N, 1° 28′ 48.22″ E / 39.0328500°N,1.4800611°E
- Torre de Can Negre 38° 55′ 40.77″ N, 1° 25′ 5.26″ E / 38.9279917°N,1.4181278°E
- Torre de Ca sa Blancadona 38° 55′ 40.35″ N, 1° 25′ 35.92″ E / 38.9278750°N,1.4266444°E
- Torre de Ca N'Espatleta 38° 55′ 24.72″ N, 1° 27′ 20.85″ E / 38.9235333°N,1.4557917°E
- Torre des Pou Den Nadal 38° 57′ 8.13″ N, 1° 26′ 58.80″ E / 38.9522583°N,1.4496667°E
- Torre de Can Llàtzer 38° 58′ 33.06″ N, 1° 27′ 39.76″ E / 38.9758500°N,1.4610444°E
- Torre de Can Jaumet (Atzaró) 39° 1′ 28.01″ N, 1° 30′ 48.45″ E / 39.0244472°N,1.5134583°E
- Torre de Can Obrador 38° 56′ 44.80″ N, 1° 26′ 19.78″ E / 38.9457778°N,1.4388278°E
- Torre de Can Toni[7] 38° 59′ 3.40″ N, 1° 31′ 4.79″ E / 38.9842778°N,1.5179972°E
- Torre des Moli d'Enmig 38° 58′ 56.22″ N, 1° 31′ 42.99″ E / 38.9822833°N,1.5286083°E
- Torre de Can Riera (Atzaró) 39° 1′ 25.26″ N, 1° 31′ 8.34″ E / 39.0236833°N,1.5189833°E
- Torre de Can Vidal (Atzaró) 39° 0′ 29.94″ N, 1° 31′ 7.45″ E / 39.0083167°N,1.5187361°E
- Torre d'En Vidal 39° 0′ 6.48″ N, 1° 31′ 23.47″ E / 39.0018000°N,1.5231861°E
- Torre de Can Montserrat (Atzaró) 39° 1′ 25.59″ N, 1° 31′ 59.08″ E / 39.0237750°N,1.5330778°E
- Torre de Can Pep Vicent 38° 58′ 23.84″ N, 1° 19′ 55.53″ E / 38.9732889°N,1.3320917°E
- Torre de Can Savines 38° 52′ 54.65″ N, 1° 20′ 47.53″ E / 38.8818472°N,1.3465361°E
- Torre des Toniets 38° 55′ 8.98″ N, 1° 17′ 48.28″ E / 38.9191611°N,1.2967444°E
- Sa Torre Blanca de Dalt 38° 52′ 54.43″ N, 1° 23′ 16.76″ E / 38.8817861°N,1.3879889°E

### Torre de Can Montserrat
39° 1′ 25.59″ N, 1° 31′ 59.08″ E / 39.0237750°N,1.5330778°E
També coneguda com a Torre d'Atzaró. La seua situació geogràfica i topogràfica de la Torre de Can Montserrat és al municipi de Santa Eulària des Riu, parròquia de Sant Carles de Peralta a la finca d'Atzaró.
La torre de can Montserrat es troba a la vessant d'un turó que queda just a llevant del posa't d'Atzaró. Està davant d'una casa pagesa, completament en ruïnes, coneguda com a Can Jordi, de la qual només queden les parts mitjanes i baixes dels murs i els fonaments.
Per la part posterior, és a dir la del sud, una solana de cultiu amb parets de pedra ha fet pujar el terreny fins a tancar tota la part sud i est del sòcol de la torre, que ara només és visible en els sectors restants. A pocs metres cap al sud hi ha una altra casa pagesa, coneguda com a can Montserrat, de la qual agafa el nom la torre que està habitada i en aparent bon estat.
La torre de can Montserrat es troba aproximadament a 95 m en un terreny inclinat cap a l'est i poblat de parets de pedra i solanes. A més, just a 1.200 ma ponent de la torre de Can Riera, entre les quals hi ha una visió directa, veient-se també les torres de Balàfia i la torre de can Pere Mosson, que es troben a ponent de la de can Montserrat i la de can Riera. S'hi arriba per diversos camins que enllacen amb la carretera que uneix la de Sant Joan i la de Sant Carles, de la qual queda al sud, a 1.100 m en línia recta.